# Natsumi Hoshi
Natsumi Hoshi, född 21 augusti 1990 i Saitama prefektur, är en japansk simmare.
Hoshi blev olympisk bronsmedaljör på 200 meter fjärilsim vid sommarspelen 2012 i London.